# Морозов Юрій Іванович
Юрій Іванович Морозов (30 березня 1836, містечко Сокілка Кобеляцький повіт Полтавської губернії — 30 квітня 1900, Харків
) — український фізик, гідролог, метеоролог, професор Харківського університету

## Життєпис
Народився 30 березня 1836 року в містечку Соколки Кобеляцького повіту у сім'ї обер-офіцера.
Закінчив Катеринославську гімназію.
27 серпня 1853 поступив до Імператорського Харківського університету під іменем Єгор Морозов, навчався за власним утриманням. Закінчив у 1857 році.
У 1859/60 навчальному році, вже як Юрій Морозов, ад'юнкт фізико-математичного факультету Харківського університету, читав фізичну географію та метеорологію.
У 1864 році отримав ступінь магістра фізики за дисертацію «О солнечном спектре и спектральных наблюдениях».
«В 1869 г. доцент Харьковского университета Ю.И. Морозов разработал установку для телеграфирования переменными токами разной частоты. Попытки осуществить частотное телеграфирование привели в 1874 г. к открытию возможности телефонирования».